# 국제주간
국제주간(國際週間, 영어: International Weeks)은 유엔이 정한 어떤 특정한 주제에 대해 이에 대해 활동을 촉진하기 위해 정한 특정한 주이다.

## 2월
- 1일 ~ 7일 (첫째주) - 세계종교화합주간(World Interfaith Harmony Week)

## 3월
- 21일 ~ 27일 - 인종차별 투쟁인 연대 주간(Week of Solidarity with the Peoples Struggling against Racism and Racial Discrimination)

## 4월
- 19일 ~ 23일 - 세계 토양 주간(Global Soil Week)
- 24일 ~ 30일 - 세계 면역 주간(World Immunization Week, 세계 보건 기구)

## 5월
- 4일 ~ 10일 - 유엔 세계 도로 안전 주간(UN Global Road Safety Week, 세계 보건 기구)
- 25일 ~ 31일 - 비자치지역 주민 연대 주간(Week of Solidarity with the Peoples of Non-Self-Governing Territories)

## 8월
- 1일 ~ 7일 - 세계 모유수유 주간(World Breastfeeding Week, 세계 보건 기구)

## 10월
- 4일 ~ 10일 - 세계 우주 주간(World Space Week)
- 24일 ~ 30일 - 군축 주간(Disarmament Week)

## 11월
- 6일 ~ 12일 - 국제 과학 및 평화 주간(International Week of Science and Peace)